# Nikolaus von Maillot de la Treille

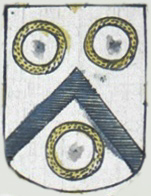
Stammwappen der Familie Maillot de la Treille

Nikolaus Hubert Wilhelm Freiherr von Maillot de la Treille (* 25. September 1774 in Jülich; † 28. August 1834 in München) war vom 30. September 1822 bis zum 31. Januar 1829 Staatsminister der Armee (Kriegsminister) von Bayern.

## Herkunft
Er war der Sohn des aus Frankreich stammenden Adeligen Joseph Maillot de la Treille (1733–1804) und dessen Gattin Emerence van Dowe. Der Vater, ein Militär, war mit seinem Bruder Nicolas Maillot de la Treille (1725–1794), 1755 in kurpfälzische Dienste übergetreten; letzterer als Hofkaplan und Bibliothekar von Kurfürst Karl Theodor in Mannheim.

## Leben
Nikolaus von Maillot de la Treille trat 1786 in die kurpfalz-bayerische Armee ein, wurde 1792 Oberleutnant und 1793 Hauptmann. Es erfolgte die Beförderung zum Major im Jahr 1803, zum Oberst 1809, zum Brigadier und Generalmajor 1813 und schließlich 1824 zum Generalleutnant.
Ab 1819 fungierte Nikolaus von Maillot de la Treille als bayerischer Bevollmächtigter in der Militärkommission des Bundestages zu Frankfurt am Main. Von 1822 bis 1829 war er bayerischer Staatsminister der Armee (1826 in Kriegsminister umbenannt). 1830 wurden er und seine Nachkommen von König Ludwig I. in den erblichen Freiherrenstand aufgenommen.
Der Minister trug das Großkreuz vom Verdienstorden der Bayerischen Krone, war Komtur des österreichischen Leopold Ordens, Ritter der französischen Ehrenlegion und des russischen St. Wladimir Ordens. Außerdem war er Inhaber des bayerischen Ludwigsordens und des Militärdenkzeichens für 1813/1815.

## Familie
Der Freiherr war seit 1802 verheiratet mit Isabelle Freiin von Bongart (1776–1836), bewohnte mit seiner Familie ein von dem Architekten Jean Baptiste Métivier erbautes Palais in München und wurde nach seinem Tode auf dem Alten Südfriedhof München beigesetzt; das Grab ist erhalten. Das Paar hatte mehrere Kinder:
- August (* 28. August 1803)
- Amalie (* 16. Februar 1807) ⚭ Dr. Karl Bruch
- Max (* 9. Februar 1809), Regierungsrat[6] ⚭ 1839 Adelheid von Leerodt (* 13. Juli 1815; † 3. August 1890)[7], Eltern von Emil von Maillot de la Treille
- Eduard (* 3. Februar 1811; † 30. Dezember 1883), Rittmeister a. D.

⚭ 1863 (Scheidung) Caroline von Hoffnaaß
⚭ 1874 Katharine Altmann